# Abranovce

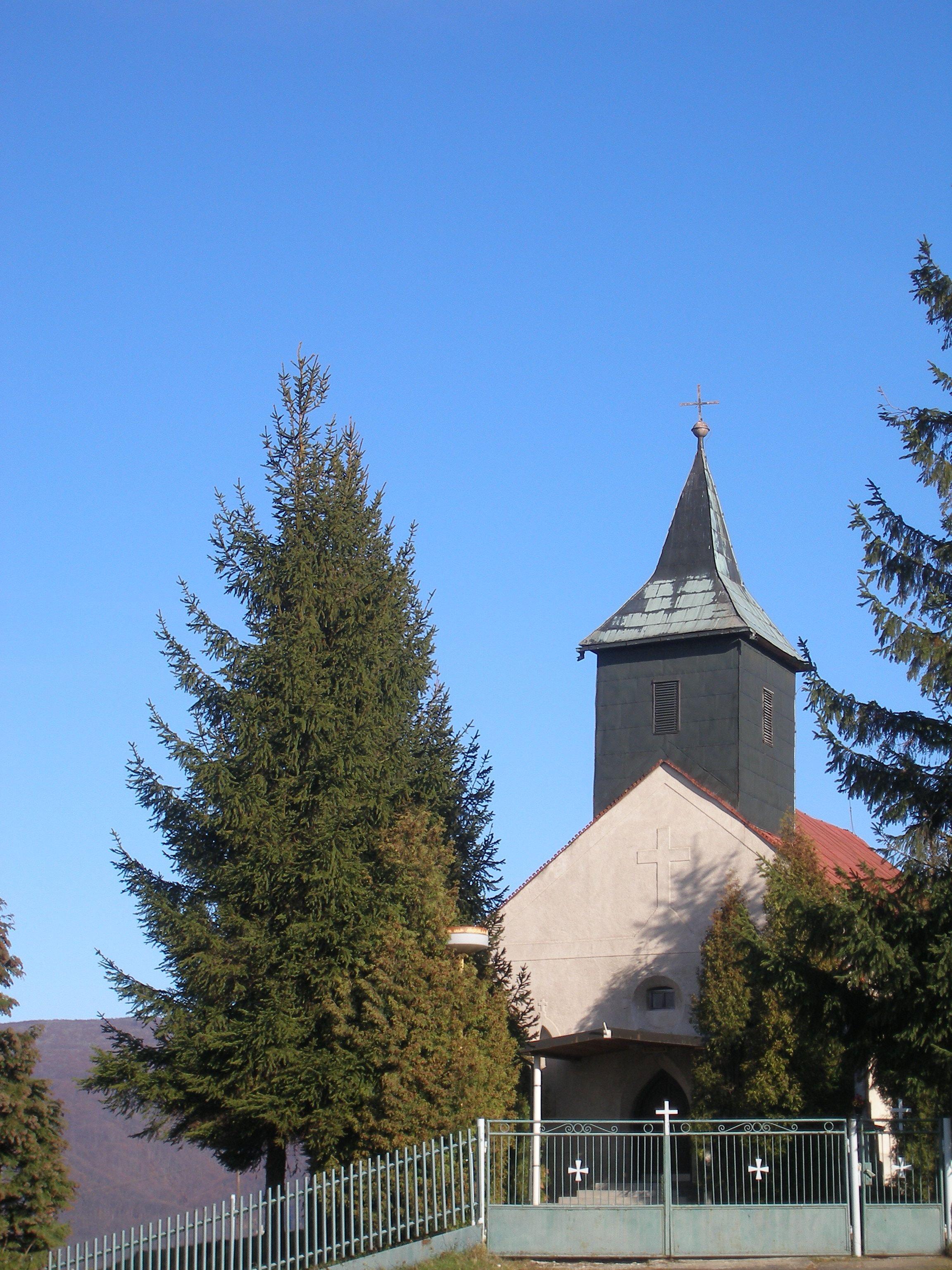
Cerkiew Narodzenia Przenajświętszej Bogarodzicy

Abranovce, daw. Abranowce – wieś (obec) na Słowacji położona w kraju preszowskim, w powiecie Preszów. Pierwsze wzmianki o miejscowości pochodzą z roku 1320. W miejscowości znajduje się cerkiew Narodzenia Przenajświętszej Bogarodzicy z roku 1868.
Według danych z dnia 31 grudnia 2010, wieś zamieszkiwało 609 osób, w tym 317 kobiet i 292 mężczyzn.
W 2001 roku rozkład populacji względem narodowości i przynależności etnicznej wyglądał następująco:
- Słowacy – 92,70%
- Czesi – 0,19%
- Romowie – 7,12%

Ze względu na wyznawaną religię struktura mieszkańców kształtowała się w 2001 roku następująco:
- Katolicy rzymscy – 67,79%
- Grekokatolicy – 28,09%
- Ewangelicy – 3,18%
- Nie podano – 0,37%